# 知識貶值
知識貶值是指知識所帶來的經濟價值隨時間而不斷減低的現象。雖然這種現象早在20世紀初就已出現，但最先把這種現象作具體描述的，應該是日本前經濟企劃廳廳長堺屋太一。

## 知識的價值
根據堺屋太一的理論，隨着第三波的資訊社會來臨，知識的價值會變得像農業社會的農產品、或工業社會的工業製品一樣，隨着時間的增加而遞減其價值。而這種現象，隨着資訊社會的深化，貶值的速度會加快。究其原因，是因為當本來可以帶來高度邊際利潤的知識產品，在往日要取得的價格太高。這個取得的價格，可能是入讀大學的學費、又或是要加入一個特定的專題小組(Special Interest Group，SIG)所需的會員費用。然而，由於互聯網，會帶來以下兩個社會現象：
- 分享文化的興起，使知識的擁有者樂於在網上分享他所擁有的知識。而透過這種知識的分享，他會得到其他的人回應及反饋，使他從分享中得益；
- 知識的建構，從過往的富有國家，轉移到經濟價值較低的發展中國家。透過發展中國家的低廉時薪及通訊費用極低的網上通訊來遙距管理這些員工。

## 後果
- 讀書及進修不能成為收入增經的保證；相反，可能淪為了保有飯碗而必須的手段，例如在2000年代的香港，除了等退休的老師以外，幾乎所有業界人士都有修讀至少一個課程。牌照或入職試成為了行業淘汰的基準。
- 人才錯配，具有某種專業技能的人而去做一份與其專業完全無關的工作。
- 知識的高起始價值，促使了盜版、抄襲等侵犯知識產權的行為出現。

## 例證
- 在第二次世界大戰之後，日本透過大量翻譯美國的科技出版內容，從而快速提昇其自身國民知識水平。而製造業中心亦在1960年代從美國轉換到日本。
- 基於戰略理由，美國在1980年代以前，一直都默許台灣翻印當地的教科書，以保證台灣能夠在科技方面比中國大陸領先。這亦造成了1980年代台灣透過其相對較低廉的勞動力令個人電腦的生產成本大幅下降。但自1990年代起，美國多次要求台灣政府取締翻印教科書的行為。
- 百科全書的銷售在1980年代的歐美國家都很盛行，而且銷售員都很吃香，家庭都以家裡有一套百科全書而感到光榮。然而，在個人電腦的普及，使體積龐大的百科全書與光碟相比變得不方便。在1990年代，微軟公司的Microsoft Encarta的銷量超過了《大英百科全書》。到了2000年代，網上百科全書，如《維基百科》的出現，亦對Microsoft Encarta的銷量構成影響，導致該百科全書於2009年起停止銷售。
- Google、Amazon及多間大專院校透過與第三世界的大專院校合作，把學術界的鉅著掃描成電腦格式，並讓這些內容輕易變得容易搜尋。

## 參看
- 社會認識論 (Social Epistemology，又譯社會知識論)